# Упорне кільце
Упорне кільце (кільце "стій") ( рос. упорное кольцо, кольцо "стоп"; англ. thrust ring, stop-ring; нім. Druckring m) – кільце, яке вставляється на краю підшипника і призначене для сприйняття навантаження та фіксації валу, що обертається. 
Існують також спеціальні У.к. Наприклад, у бурінні - це кільце, призначене для зупинки цементувального корка (пробки) на заданій глибині у свердловині і отримання чіткого сигналу про закінчення протискування тампонажного розчину під час цементування обсадної колони труб у свердловині.